# Наша тайна
«Наша тайна» (тур. İkimizin Sırrı) — турецкий драматический телесериал производства ÜS Yapım, снятый Джемом Акьолдашем по сценарию Озена Юла, первый эпизод которого вышел в эфир 8 августа 2021 года на телеканале ATV. Главные роли в сериале исполнили Лейла Ферай и Арас Айдын. Сериал завершился 10-й серией, которая вышла в эфир 10 октября 2021 года.

## Сюжет
Муж Невы Джанполат погибает при загадочных обстоятельствах и оставляет ей множество долгов. С 7-летней дочерью Хаял на руках, Нева едва сводит концы с концами, а врачи вдобавок обнаруживают у неё опухоль головного мозга. Обеспечить благополучное будущее дочери после своей смерти становится для Невы главной задачей, а обеспечить его берётся бизнесмен Альп Карахун — взамен на донорскую помощь для его матери Сейлан, которая нуждается в пересадке части печени вследствие стремительно развивающегося у неё цирроза печени. Нева и Альп вступают в фиктивный брак, но в их «план спасения» вмешивается любовь.

## Актёры и персонажи
| Актёр                | Персонаж                 | Эпизоды |
| -------------------- | ------------------------ | ------- |
| Лейла Ферай          | Нева Джанполат / Карахун | 1-10    |
| Арас Айдын           | Альп Карахун             | 1-10    |
| Долунай Сойсерт      | Сейлан Соргун            | 1-10    |
| Тюлай Гюнал          | Тюркан Карахун           | 1-10    |
| Энгин Алкан          | Касым Карахун            | 1-10    |
| Бестемсу Оздемир     | Эдже Кая                 | 2-10    |
| Джейхун Менгироглу   | Эмир Карахун             | 1-10    |
| Ахсен Тюркйылмаз     | Хаяль Джанполат          | 1-10    |
| Дениз Хамзаоглу      | Корхан Атеш              | 1-10    |
| Йылдырым Фикрет Ураг | Кадим                    | 1-10    |
| Чагры Чытанак        | Берк                     | 1-10    |
| Бала Атабек          | Нергис                   | 1-10    |
| Ырмак Орнек          | Ямур                     | 1-10    |
| Саджиде Ташанер      | Султан                   | 1-10    |
| Тарык Угур Озенбаш   | Ферхат                   | 1-10    |
| Мина Коюнджулар      | Гонджа                   | 1-10    |
| Эльчин Атамгюч       | Саадет Атеш              | 2-3     |